# Telephone Line
«Telephone Line» (en español: «Línea telefónica») es el título de una canción interpretada por la rock inglesa Electric Light Orchestra (ELO), tomado de su sexto álbum de estudio titulado A New World Record (1976). La canción, compuesta por Jeff Lynne, fue también publicada como el cuarto sencillo del álbum, tras «Livin' Thing», «Do Ya» y «Rockaria!».

## Publicación
«Telephone Line» es la segunda canción del álbum de estudio A New World Record, así como el cuarto y último sencillo promocional del álbum. La canción fue un sencillo exitoso en los Estados Unidos y se convirtió en el primero en obtener una certificación de oro por la BPI. Con la creciente popularidad de la Electric Light Orchestra en los Estados Unidos, Lynne decidió utilizar un tono de llamada del país para incluirlo en la canción. Al respecto, Lynne explicó en la reedición del álbum en 2006: «Para obtener el sonido al comienzo, ya sabes, el sonido de teléfono estadounidense, telefoneamos de Inglaterra a Estados Unidos, a un número al que sabíamos que nadie contestaría, solo para escucharlo por un momento. En el minimoog recreamos el sonido exactamente sintonizando los osciladores para las mismas notas que el timbre del teléfono».
La canción alcanzó los diez primeros puestos de las listas tanto en el Reino Unido, donde alcanzó el puesto ocho, como de Estados Unidos, donde llegó al siete. En 1977, la canción alcanzó el primer puesto en las listas de sencillos de Australia y Canadá. La edición estadounidense del sencillo, publicada en vinilo de color verde, fue el primero del grupo en alcanzar el estatus de disco de oro.

## Versiones
«Telephone Line» fue el tema musical de la película Joyride (1977), dirigida por Joseph Ruben y protagonizada por Desi Arnaz, Jr., Robert Carradine, Melanie Griffith y Anne Lockhart. La canción fue también incluida en la película Billy Madison y en el episodio «Vision Thing» de la segunda temporada de la serie de HBO Big Love. 
La canción ha sido versionada por la banda irlandesa Aslan y por el cantante francés Claude François. 
«Telephone Line» también fue versionada por el grupo mexicano Grupo Yndio, con el título de "Línea Telefónica" a principios de los ochenta.
En 2012, Lynne regrabó la canción y publicó una nueva versión en Mr. Blue Sky: The Very Best of Electric Light Orchestra, un recopilatorio con regrabaciones de canciones de la ELO.

## Posición en listas
| País           | Lista                                      | Posición |
| -------------- | ------------------------------------------ | -------- |
| Australia      | Australian Kent Music Report Singles Chart | 10       |
| Canadá         | RPM Top Singles                            | 1        |
| Francia        | SNEP Singles Chart                         | 10       |
| Alemania       | Media Control Singles Chart                | 32       |
| Nueva Zelanda  | RIANZ Singles Chart                        | 1        |
| Reino Unido    | UK Singles Chart                           | 8        |
| Estados Unidos | Billboard Hot 100                          | 7        |
| Estados Unidos | Cash Box Top 100 Singles                   | 4        |
| Estados Unidos | Record World Singles                       | 7        |
| Estados Unidos | Billboard Year-End                         | 15       |
| Estados Unidos | American Top 40 Year-End                   | 22       |